# Anaplasma
Anaplasma é um gênero de bactérias gram-negativas da família Anaplasmataceae.

## Espécies
- Anaplasma bovis (Donatien and Lestoquard 1936) Dumler, Barbet, Bekker, Dasch, Palmer, Ray, Rikihisa & Rurangirwa 2001
- Anaplasma caudatum (Kreier and Ristic 1963) Ristic & Kreier 1984
- Anaplasma centrale (ex Theiler 1911) Ristic & Kreier 1984
- Anaplasma marginale Theiler 1910
- Anaplasma ovis Lestoquard 1924
- Anaplasma phagocytophilum (Foggie 1951) Dumler, Barbet, Bekker, Dasch, Palmer, Ray, Rikihisa & Rurangirwa 2001
- Anaplasma platys (French and Harvey 1983) Dumler, Barbet, Bekker, Dasch, Palmer, Ray, Rikihisa & Rurangirwa 2001